# بخش کریستال بی، شهرستان لیک، مینه سوتا
بخش کریستال بی (به انگلیسی: Crystal Bay Township) یک منطقهٔ مسکونی در ایالات متحده آمریکا است که در شهرستان لیک، مینه‌سوتا واقع شده‌است.
 بخش کریستال بی ۵۴۴٫۵ کیلومتر مربع مساحت و ۶۰۷ نفر جمعیت دارد و ۵۵۰ متر بالاتر از سطح دریا واقع شده‌است.